# Kławany
Kławany (lit. Klovainiai) – miasteczko na Litwie, położone w okręgu szawelskim, w rejonie pokrojskim, 4 km na południowy wschód od stolicy rejonu Pokrojów. Miasteczko liczy 980 mieszkańców (2001). Siedziba starostwa Kławany.
Znajduje się tu kościół parafialny, szkoła i poczta.
Od 1997 roku miasteczko posiada własny herb, nadany dekretem prezydenta Republiki Litewskiej.

## Zabytki
- kościół p.w. Św. Trójcy, drewniany, wzniesiony w l. 1853 - 1854 w miejscu starszego, fundacji starosty żmudzkiego Hieronima Wołłowicza z 1621 r. We wnętrzu portret fundatora świątyni (pocz. XVII w.).
- Cmentarz - żeliwny krzyż księdza Jana Jacewicza oraz niewielki kopczyk z ziemi z żeliwnym krzyżem bez inskrypcji i tablic oraz krzyż z nazwiskiem Antoni Zublewicz.
- Dwór Karpiów z XIX wieku z parkiem, wcześniej majątek należał do Wołłowiczów (XVI - XVII w.), króla Stanisława Augusta Poniatowskiego (II poł. XVIII w.) i Karpiów (k. XVIII i k. XIX w.) i rosyjskiego generała Leonida Sobolewa (do 1915).